# 徳川市
徳川市（トクチョンし）は朝鮮民主主義人民共和国平安南道に属する市。

## 地理
平安南道の東北部に位置する。西に价川市、南に北倉郡、東に孟山郡、東北に寧遠郡と境を接する。

## 行政区域
22洞・10里を管轄する。
| - 江岸洞（カンアンドン） - 公園洞（コンウォンドン） - 南徳洞（ナムドクトン） - 南山洞（ナムサンドン） - 徳性洞（トクソンドン） - 三灘洞（サムタンドン） - 尚徳洞（サンドクトン） - 上新洞（サンシンドン） - 西門洞（ソムンドン） - 勝利洞（スンニドン） - 新興洞（シヌンドン） - 駅前洞（ヨクチョンドン） - 鰲山洞（オサンドン） - 月峯洞（ウォルポンドン） - 恩徳洞（ウンドクトン） - 長上洞（チャンサンドン） - 済南洞（チェナムドン） - 倉マル洞（チャンマルトン） - 青松洞（チョンソンドン） - 青新洞（チョンシンドン） - 亨鳳洞（ヒョンボンドン） - 興徳洞（フンドクトン） | - 九長里（クジャンニ） - 南陽里（ナミャンニ） - 武倉里（ムチャンニ） - 三興里（サムンニ） - 新城里（シンソンニ） - 新豊里（シンプンニ） - 安洞里（アンドンニ） - 雲興里（ウヌンニ） - 長洞里（チャンドンニ） - 豊谷里（プンゴンニ） |

## 歴史
1945年8月15日現在、平安南道徳川郡であった（8面）。
2025年7月には、市内の複数の小学校で児童たちに市内に駐屯している朝鮮人民軍第11軍団（暴風軍団）の兵士に宛てて「祝賀便り」を送る行事が行われた。これは7月27日の「戦勝節」に合わせたもので、一部が既にロシア連邦に送られウクライナ戦線に派兵されている第11軍団に向けて児童たちが「自分たちも将来は『自爆英雄』になる」といった内容を書くことを強制されている。保護者からは『自爆』という単語を幼い児童に教え込むことや死の崇拝に対して異論があるものの、当局は「10代からの忠誠教育」としてこれを正当化・奨励しているという。

### 年表
この節の出典
- 高麗 - 遼原郡と呼ばれる。
- 1001年 - 徳州と改称され、防禦使が置かれた。
- 1260年 - モンゴルの侵入により徳州防禦使は安州の蘆島に移転した。
- 1371年 - 析州がおかれた。
- 1413年 - 徳川と改称され、徳孟県に属した。
- 1415年 - 徳川郡が置かれた。
- 1896年 - 平安南道順川郡となる（十三道制）。
- 1908年 - 順川郡の一部(龍島面・蚕下面・蚕上面)が徳川郡に編入。
- 1914年4月1日 - 郡面併合により、平安南道徳川郡に以下の面が成立。(9面)
  - 郡武面・徳安面・日下面・豊徳面・城陽面・太極外面・太極内面・蚕島面・蚕上面
- 1929年 (7面)
  - 徳安面・郡武面が合併し、徳川面が発足。
  - 太極内面・太極外面が合併し、太極面が発足。
- 1943年 - 太極面が寧遠郡に編入。(6面)
- 1952年12月 - 郡面里統廃合により、平安南道徳川郡徳川面・日下面・豊徳面・城陽面をもって、徳川郡を設置。徳川郡に以下の邑・里が成立。(1邑22里)
  - 徳川邑・青松里・新城里・尚徳里・雲興里・亨鳳里・長上里・九長里・武倉里・安洞里・豊谷里・新豊里・長洞里・新興里・松亭里・英雄里・金城里・蓮塘里・水下里・南陽里・済南里・長安里・武陵里
- 1954年10月 - 北倉郡三興里を編入。(1邑23里)
- 1958年6月 - 長上里が長上労働者区に昇格。(1邑1労働者区22里)
- 1963年11月 (1邑3労働者区20里)
  - 青松里および安洞里の一部が合併し、青松労働者区が発足。
  - 亨鳳里が亨鳳労働者区に昇格。
- 1967年10月 (1邑5労働者区17里)
  - 長安里・武陵里が合併し、長安労働者区が発足。
  - 済南里が済南労働者区に昇格。
- 1981年6月 (1邑8労働者区15里)
  - 尚徳里が尚徳労働者区に昇格。
  - 新城里が新城労働者区に昇格。
  - 青松労働者区の一部が分立し、鰲山労働者区が発足。
- 1981年10月 - 長安労働者区が南徳労働者区に改称。(1邑8労働者区15里)
- 1982年7月 (1邑8労働者区9里)
  - 金城里・英雄里・松亭里が徳川邑に編入。
  - 水下里・蓮塘里・新興里が南陽里に編入。
- 1986年6月 - 徳川郡が徳川市に昇格。(22洞10里)
  - 徳川邑が分割され、勝利洞・駅前洞・江岸洞・徳性洞・西門洞・倉マル洞・恩徳洞・公園洞・興徳洞・雉鳴洞・三灘洞が発足。
  - 新城労働者区が分割され、上新洞・新城里が発足。
  - 亨鳳労働者区が分割され、亨鳳洞・月峯洞が発足。
  - 青松労働者区が分割され、青松洞・青新洞が発足。
  - 鰲山労働者区が鰲山洞に昇格。
  - 尚徳労働者区が尚徳洞に昇格。
  - 長上労働者区が長上洞に昇格。
  - 南徳労働者区が南徳洞に昇格。
  - 済南労働者区が分割され、済南洞・南陽洞が発足。
- 1991年 (22洞10里)
  - 雉鳴洞が新興洞に改称。
  - 南陽洞が南山洞に改称。

## 産業
北朝鮮有数の大規模自動車工場である勝利自動車工場がある。最盛期の1980年代前半には年間2万台の乗用車やトラックを製造していた。しかし経済の停滞に伴い、1980年代末には生産台数が年6,000~7,000台にまで減少。1990年代にはほとんど休業状態になり、1996年には150台の軍用トラックが製造されたのみであった。また、大量破壊兵器を搭載することができる弾道ミサイルを輸送するためのトラックの製造もおこなっていると考えられている。

## 交通
- 平徳線
  - 南徳駅 - 済南駅 - 南徳川駅 - 徳川駅 - 郷元駅 - 杜日嶺駅
- 西倉線
  - 徳川駅 - 西徳川駅 - 鉄騎山駅 - 西倉駅
- 長上線
  - 郷元駅 - 長上駅
- 徳南線
  - 南徳川駅 - 徳南駅
- 新城線
  - 西徳川駅 - 新城駅
- 檜屯線
  - 鉄騎山駅 - 檜屯駅
- 亨鳳線
  - 鉄騎山駅 - 亨鳳駅

## 参考資料
1. 1 2 3  高, 英起 (31 July 2025). “「僕も自爆英雄に」北朝鮮の小学生がロシア派兵部隊に手紙…親たちは当局に反発”. Yahooニュース. 2025年8月9日閲覧.
2. ↑  평안남도 덕천시 역사
3. ↑  Hoare, James E. (2012). Historical Dictionary of the Democratic People's Republic of Korea. Lanham, Maryland: Scarecrow Press. ISBN 0810879875
4. ↑  Tokch′on-Kun North Korean Special Weapons Facilities